# Várgesztes
Várgesztes es un pueblo húngaro perteneciente al distrito de Tatabánya, condado de Komárom-Esztergom.

## Superficie
Cuenta con una superficie de 12,04 km².

## Demografía
Hasta 2024 la población era de 689 habitantes, con una densidad de población de 57,22 hab/km².
| Gráfica de evolución demográfica de Várgesztes entre 2020 y 2024 |
|                                                                  |
| Datos según la Oficina Central de Estadística de Hungría.        |